# 朱勾
越王翁（？—前410年），別名越王州勾，或越王朱勾，是戰國時期越國的君主，越王不壽之太子，殺死父親越王不壽自立為君。朱勾是越王勾踐之後国勢最強、武功最為顯赫的君王，墨子曰：「今天下好戰之國，齊、晉、楚、越。……今以並国之故，四分天下而有之。」当時中原諸侯以齊、晉、楚、越等四国為強者。

## 紀年問題
《史記·越世家》僅記載世系作王翁，為勾踐的曾孫，不壽的兒子。晉代出土的《竹書紀年》記載他在位37年，並且提供了一個年代標地。《越世家索隱》引《紀年》：「於粵子朱勾三十四年，滅滕，三十五年，滅郯，三十七年卒。」今人楊寬考訂越王紀年從前464年周曆正月勾踐去世出發，推算朱勾三十四年滅滕在前415年，三十五年滅郯在前414年，後二年卒在前412年。而《水經·沂水注》引《紀年》：「晉烈公四年，於越子朱句伐郯，以郯子鴣歸。」據楊寬考訂的戰國時期晉國紀年，晉烈公四年當前412年。《越世家索隱》引《紀年》越國滅郯在朱勾三十五年，以朱勾三十五年當前412年推算，朱勾元年當前446年，三十七年當前410年。

## 生平
前期越国和楚国為了争奪土地和霸權，双方矛盾不断加深，連年在長江發生舟戰。後楚恵王為了同越国争奪泗水流域，借助魯国人公輸般發明的鉤拒，多次打敗越國。
公輸般又為楚国制造雲梯，凖備進攻宋国。墨子兼程趕到楚国郢都，先說服公輸般，又對楚惠王闡述兼愛、非攻，再与公輸般模擬攻防比試，迫使楚惠王放棄攻宋的計畫。墨子返回魯國後。越王朱勾仰慕墨子，打算以故吳之地五百里封給墨子，請他入越輔佐；墨子重義而推辞，不肯接受。
越王朱勾在前413年、前412年，出兵併吞了滕國（今山東滕州）、郯國（今山東郯城）兩小國，俘虜郯国君主鴣。前410年去世，在位37年，由太子翳即位。

## 家庭
父親
- 越王不寿

兒子
- 越王翳
- 豫

## 紀年
| 越王朱勾 | 元年    | 2年     | 3年     | 4年     | 5年     | 6年     | 7年     | 8年     | 9年     | 10年    |
| -------- | ------- | ------- | ------- | ------- | ------- | ------- | ------- | ------- | ------- | ------- |
| 西元     | 前446年 | 前445年 | 前444年 | 前443年 | 前442年 | 前441年 | 前440年 | 前439年 | 前438年 | 前437年 |
| 干支     | 乙未    | 丙申    | 丁酉    | 戊戌    | 己亥    | 庚子    | 辛丑    | 壬寅    | 癸卯    | 甲辰    |
| 越王朱勾 | 11年    | 12年    | 13年    | 14年    | 15年    | 16年    | 17年    | 18年    | 19年    | 20年    |
| 西元     | 前436年 | 前435年 | 前434年 | 前433年 | 前432年 | 前431年 | 前430年 | 前429年 | 前428年 | 前427年 |
| 干支     | 乙巳    | 丙午    | 丁未    | 戊申    | 己酉    | 庚戌    | 辛亥    | 壬子    | 癸丑    | 甲寅    |
| 越王朱勾 | 21年    | 22年    | 23年    | 24年    | 25年    | 26年    | 27年    | 28年    | 29年    | 30年    |
| 西元     | 前426年 | 前425年 | 前424年 | 前423年 | 前422年 | 前421年 | 前420年 | 前419年 | 前418年 | 前417年 |
| 干支     | 乙卯    | 丙辰    | 丁巳    | 戊午    | 己未    | 庚申    | 辛酉    | 壬戌    | 癸亥    | 甲子    |
| 越王朱勾 | 31年    | 32年    | 33年    | 34年    | 35年    | 36年    | 37年    |         |         |         |
| 西元     | 前416年 | 前415年 | 前414年 | 前413年 | 前412年 | 前411年 | 前410年 |         |         |         |
| 干支     | 乙丑    | 丙寅    | 丁卯    | 戊辰    | 己巳    | 庚午    | 辛未    |         |         |         |